# مقاطعة كلارك (داكوتا الجنوبية)
كلارك (بالإنجليزية: Clark)‏ هي إحدى مقاطعات ولاية داكوتا الجنوبية في الولايات المتحدة الأمريكية.